# John Mair
John Mair (* 20. November 1963) ist ein ehemaliger jamaikanischer Leichtathlet.
Mair wurde bei der Zentralamerika- und Karibikmeisterschaft 1987 in Caracas jeweils Dritter im 100- und 200-Meter-Lauf. Im selben Jahr gewann er bei den Leichtathletik-Weltmeisterschaften in Rom in der 4-mal-100-Meter-Staffel gemeinsam mit Andrew Smith, Clive Wright und Raymond Stewart die Bronzemedaille hinter den Mannschaften aus den Vereinigten Staaten und der Sowjetunion.
Bei den Olympischen Spielen 1988 in Seoul belegte Mair mit der Staffel den vierten Rang, während er im 100-Meter-Lauf in der Viertelfinalrunde ausschied. 1990 siegte er bei den jamaikanischen Meisterschaften über 100 Meter. Im selben Jahr gewann er bei den Commonwealth Games in Auckland Bronzemedaillen sowohl in der 4-mal-100-Meter-Staffel als auch in der 4-mal-400-Meter-Staffel. Bei den Leichtathletik-Weltmeisterschaften 1991 in Tokio erreichte er mit der 4-mal-100-Meter-Staffel den sechsten Platz. Im selben Jahr wurde er in Xalapa Zentralamerika- und Karibikmeister über 100 Meter.